# Agluona
L'Agluona és un riu del districte municipal d'Akmenė (Lituània). Flueix durant 23,4 quilòmetres i té una àrea de 87 km². Desemboca a Vadakstis, i té com a afluents per l'esquerra el Žaras i el Vėžupis, i per la dreta el Bradaulis, el Kališupis, el Paisė, el Molupis i el Kirgas.